# Manthimba
Manthimba fu l'antica capitale del regno di Maravi. Si trovava nei diretti pressi del lago Malawi, e a 2 km dall'attuale villaggio di Mtakataka nel distretto di Dedza, nella Regione Centrale di Malawi.